# دير دافني

لوحة فسيفساء في الدير، تصور المسيح المولد حديثاً وقت الاستحمام

دير دفنة أو دافني أو دافنيون (بالأغريقية: Δαφνί؛ وباليونانية: Δάφνιον ، وبالإنجليزية: Dáfnion أو Dáphnion) هو دير من الطراز البيزنطي يرجع إلى القرن الحادي عشر. وهو يقع على بعد 11 كم إلى الشمال الغربي من وسط مدينة أثينا، في خايذاري، جنوب شارع أثينون (ط.ى 8A). وهو أيضاً يقع بالقرب من غابة صغيرة تحمل نفس الاسم، على الطريق المقدس القديم الذي كان يؤدى إلى إلفسينا. وتغطي الغابة مساحة تقدر بحوالي 15 إلى 20 كم ².
تأسس دير دفنة حول نهاية القرن السادس بعد الميلاد، عندما تم تنصير موقع «ملاذ أبولو» أو «أبولو، مُردى دفنة» المقدس الذي دنسه القوط في عام 395 بعد الميلاد. وتم وقتها إعادة استخدام الأعمدة الأيونية لمعبد أبولو القديم في بناء أروقة الدير. حالياً لم يتبقَ من تلك الأعمدة إلا عمود واحد فقط، بعد أن قام بروس توماس، الإيرل السابع لإلجين في 1816 بإزالة الأعمدة الأخرى ونقلها إلى لندن.
الكنيسة الرئيسية (الكاثوليكون)، هي عبارة عن نصب تذكاري رفيع المستوى من الفن البيزنطي الراجع إلى القرن الحادي عشر. فهى مصممة على الشكل المعمارى «صليب في مربع» من النوع الثمانى تعلوها قبة واسعة وعالية. وتضم الكنيسة أفضل مجموعة محفوظة لأعمال الفسيفساء في الفترة المبكرة من العهد الكومنيني (حوالي سنة 1100 بعد الميلاد) التي كان فيها الأسلوب الصارم والرسمى النموذجي لأعمال العصر المقدوني والتي تمثلها الصورة الشهيرة «للمسيح الضابط» داخل القبة، يتحول لنمط أكثر حميمية وحساسة؛ والذي يتمثل بروعة في صورة الملاك قَصْد القديس يواكيم -بخلفيتها الرعوية وإيماءاتها المتناغمة وتأملها العاطفى.
وحسب الموسوعة البريطانية، «المجموعة الفنية تمثل رؤية للفلك المسيحي وتأثيره الناجم عن تصور معقد التفاعل بين الصور والهندسة المعمارية. مساحات الدير الواسعة في الواقع تصهر الديكورات في صورة واحدة عملاقة، فيها المسيح الحاكم، الذي تحييه الأنبياء وتحيط به، يترأس في فلكه فوق مجموعة من القديسين الذين يُعمرون بالناس الجزء السفلي من الغرفة».
بعد أن سُلبت الكنيسة من قبل الصليبيين في عام 1205، أعطها أوتو دي لا روش، دوق أثينا، إلى أبرشية بيلفو السيسترشين. وكان الرهبان الفرنسيين قد قاموا بإعادة بناء بهو الإستقبال الخارجي، وقاموا ببناء سور حول الدير وتنفيذ العديد من التغييرات الأخرى حتى جاء العثمانيون وطردوهم وأعادوا الدير إلى مجتمع الأرثوذكسي في 1458. تدريجياً، إنحدر الدير المفتقر للخدمات إلى حالة سيئة. وتم تسريحه من قبل السلطات العثمانية في عام 1821 ولكن أعمال الترميم لم تبدأ فيه حتى عام 1888. ثم أُعلنت الدير كأحد مواقع التراث العالمي في عام 1990.و قد تضرر بشدة من جراء زلزال أثينا عام 1999، وحالياً دير دافني مغلق أمام الجمهور لأعمال الترميم فيه.